# Distretto di Haifa
Il distretto di Haifa (in ebraico מחוז חיפה‎?, Mehoz Ḥeifa) è un distretto amministrativo di Israele.  Il distretto è una delle sei suddivisioni amministrative principali dello stato, ha per capitale la città di Haifa ed ha una superficie di 864 km².
Secondo l'Ufficio Centrale di Statistica di Israele, alla fine del 2005, la popolazione era di circa 858.000, composta dal 71.27% di ebrei, 18.81% di musulmani, 1.78% di cristiani arabi, 2.52% di drusi, e 4.9% di non classificati come religiosi.

## Amministrazioni locali
| Città | Consigli locali | Consigli regionali                         |
| --- | --- | ------------------------------------------ |
| - Baqa al-Gharbiyye - Hadera - Haifa - Kiryat Ata - Kiryat Bialik - Kiryat Motzkin - Kiryat Yam - Nesher - Or Akiva - Tirat Carmel - Umm al-Fahm | - Ar'ara - Basma - Binyamina-Giv'at Ada - Daliyat al-Karmel - Fureidis - Isfiya - Jatt - Jisr az-Zarqa - Kafr Qara - Katzir-Harish - Kiryat Tivon - Ma'ale Iron - Pardes Hanna-Karkur - Rekhasim - Zikhron Ya'akov | - Alona - Hof HaCarmel - Menashe - Zevulun |